# Cryptotis equatoris
Cryptotis equatoris es una especie de musaraña de la familia soricidae.

## Distribución geográfica
Es Endémica de Ecuador.